# 木内美穂
木内 美穂（きうち みほ、1975年1月31日 - ）は日本の会社役員。元女優・アイドル歌手。茨城県取手市出身。本名は木内 美歩（きうち みほ）。初期に木内 美歩（きのうち みほ）、1995年より木内 美穂と改名し、一時休業後、本名名義で活動している。

## 来歴・人物
東京都立代々木高等学校卒業。身長159cm。血液型はA型。
1990年、Miss Momoco審査員奨励賞の受賞をきっかけに本格デビュー。1994年、第31回ゴールデン・アロー賞音楽新人賞を受賞。当初はトミーズカンパニーに所属し、「木内美歩」（姓の読みは「きのうち」）名義でアイドルタレント・歌手として活動していたが、独特のキャラクターが影響し、アイドルとしては短命に終わる。
1995年にオフィス・メイに移籍。「木内美穂」（姓の読みは「きうち」）に改名しヌードモデルやVシネマ等での女優に転身。テレビドラマ『変［HEN］』で大胆なヌードを披露。その続編『HEN vol.2 ちずるちゃん・あずみちゃん』では画像処理はされていたが陰毛まで見せた。テレビ業界としてはまず考えられない出来事であった。1999年ごろ、結婚・出産のため芸能活動を休業。
その後離婚し2005年12月中旬、ライブドアに事務社員（広報）として入社。2006年1月17日、正式に発表され周囲を驚かせた。乙部綾子のサポート役としての期待が高まったが、同月25日に退職。1ヶ月契約でサポートの必要がなくなった事に伴う措置とされた。なお、この頃より「木内美歩」名義となる。
その後、テレビ番組制作会社ホームラン製作所に転職。2006年7月に独立し、株式会社スクイズの代表取締役社長に就任。裏方としてバラエティ番組の製作に携わっている。一方で不定期にヌードモデルやタレントとしてメディア出演している。

## 芸能人としての活動歴

### テレビドラマ
- 夏!デパート物語（1995年7月-9月、TBS系）
- 未成年（1995年10月-12月、TBS系）
- リスキー・ゲーム（1996年1月-3月、TBS系）
- 変［HEN］（1996年4月-5月、テレビ朝日系・ウイークエンドドラマ）- 山川 役
- HEN vol.2 ちずるちゃん・あずみちゃん（1996年5月-6月、テレビ朝日系・ウイークエンドドラマ）- 山田あずみ 役
- 金田一耕助の傑作推理25 獄門島（1997年5月、TBS系・月曜ドラマスペシャル） - 鬼頭花子 役
- Tears（1998年10月-1999年3月、テレビ朝日）- 第19話「バレンタインの忘れ物」
- 月曜ドラマスペシャル「水上署の源さん 東京運河 - 信州斑尾高原連続殺人事件」（1999年2月、TBS） - 水口千鶴子 役
- 特命係長 只野仁・第1シリーズ（2003年7月-9月、テレビ朝日系）- 第5話ゲスト（木内美歩名義）

### バラエティー番組
- ウッチャンナンチャンのやるならやらねば!（フジテレビ系）
- 生生生生ダウンタウン（TBS系）

### オリジナルビデオ
- 拳鬼（1992年）- ヒロイン役
- ギャンブル王（1995年）
- 幻魔殺法帖 新撰組秘抄（1997年）- 主演
- ブルーシーズン 誘惑の果実（1997年）- 主演
- めちゃプリ ミニパトレディ 制服の下の秘密（1997年）

### 映画
- サソリ 女囚701号（1998年、新井良二監督）
- Rodeo Drive -ロデオドライブ-（2003年、加納周典監督）
- 一生の?お願い（2005年、松村清秀監督）斉藤望 役

### ウェブシネマ
- STRAY SHEEP（2005年）
- Happy Birthday (2005年、NETCINEMA.TV)
- 純喫茶エルミタージュ（2005年、NETCINEMA.TV 及川拓郎監督）

### CM
- 呉羽化学
- JR「青春18きっぷ」ポスター（1991年）
- ニッシン（消費者金融）「明日の素」というキャッチコピーで自らの曲も使用された

## ディスコグラフィー
いずれもポリスターから発売。現在は廃盤。

### シングル
- 無視線（1993年4月/PSDR-5143）
- 片想いを殺したい（1993年7月/PSDR-5019）
- 第三者（1993年11月/PSDR-5039）
- チャンスな季節（1994年4月/PSDR-5060）

## 写真集・イメージビデオ
写真集
- UNBALANCE（1994年1月1日、木村智哉撮影、学習研究社）
- 木内美歩写真集（1994年6月、学習研究社） ISBN 4056006288
- ミステリアス（1995年3月3日、大山文彦撮影、ぶんか社） ISBN 4821120348
- CAT（1996年5月25日、ワニブックス） ISBN 4847024265
- 返照（1997年5月25日、横木安良夫撮影、ぶんか社） ISBN 482112145X
- 裏窓（1998年10月15日、横木安良夫撮影、ワニブックス） ISBN 4847025032

イメージビデオ・DVD
- どうしようもない私がいる（1994年9月、笠倉出版社） ISBN 4773020377
- スコラnu! 木内美穂（スコラ）
- スコラビデオ 木内美穂（スコラ）
- アイドル黄金伝説 木内美穂（2001年7月、ブロードウェイ）